# Sypna variopincta
Sypna variopincta är en fjärilsart som beskrevs av Emilio Berio 1958. Sypna variopincta ingår i släktet Sypna och familjen nattflyn. Inga underarter finns listade i Catalogue of Life.